# Dinastia de Vasa
A Casa de Vasa (em sueco Vasaätten) foi a Casa Real da Suécia, de 1523 a 1654, da Polônia-Lituânia, de 1587 a 1668, e da Rússia, de 1610 a 1612.
O primeiro membro conhecido desta família foi Nils Kettilsson Vasa, citado em 1355.
Um parente da geração do pai do primeiro Rei desta linhagem veio para Portugal, onde casou e teve descendência, actualmente extinta na varonia.

## Reis e Rainha da Suécia
- 1523-1560 - Gustavo I (Gustav I)
- 1560-1568 - Érico XIV (Erik XIV)
- 1568-1592 - João III (Johan III)
- 1592-1599 - Sigismundo III (Sigismund)
- 1599-1611 - Carlos IX (Karl IX)
- 1611-1632 - Gustavo II Adolfo (Gustav II Adolf)
- 1632-1654 - Cristina (Kristina)

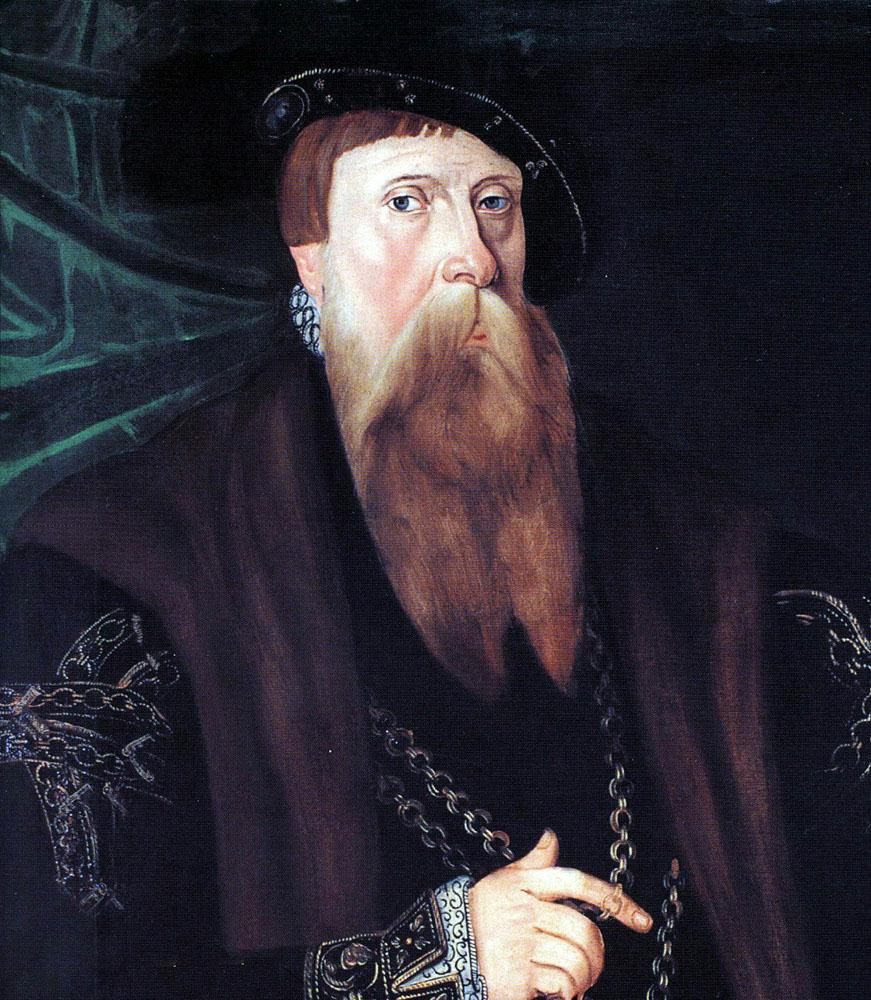
Gustavo I Gustav I
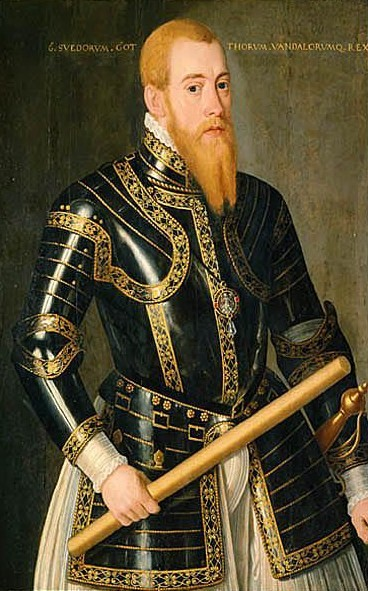
Érico XIV Erik XIV
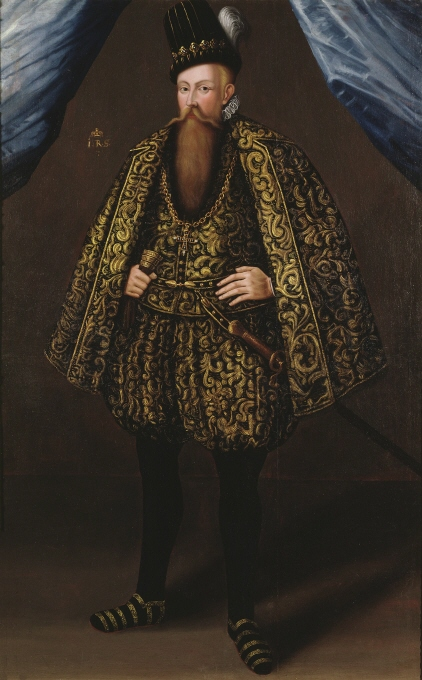
João III Johan III
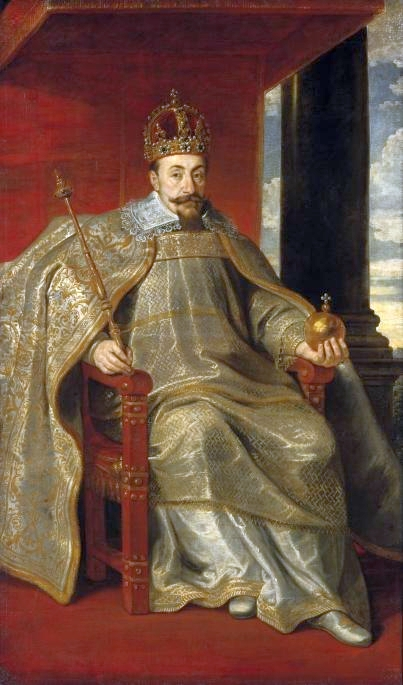
Sigismundo III Sigismund
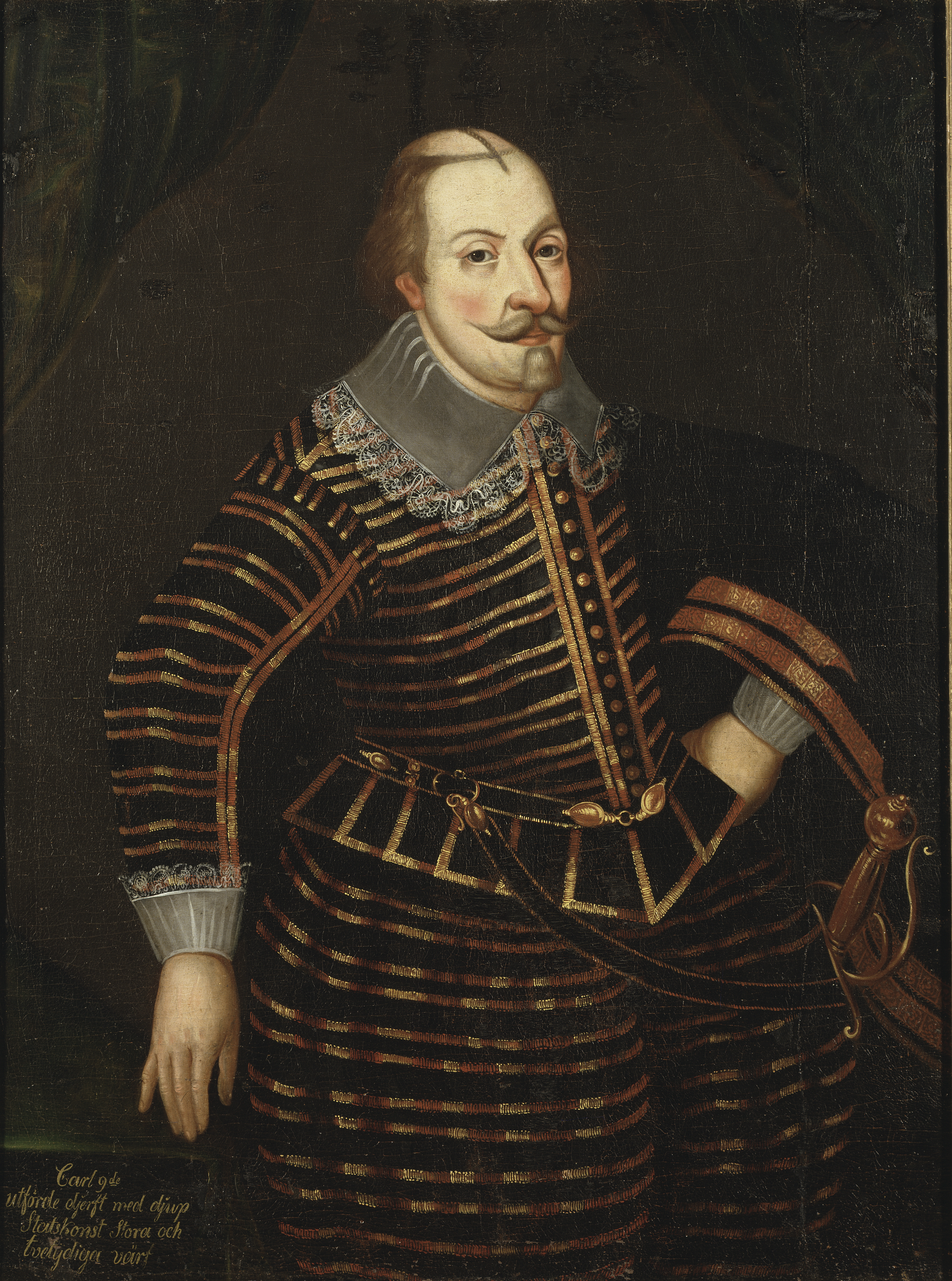
Carlos IX Karl IX
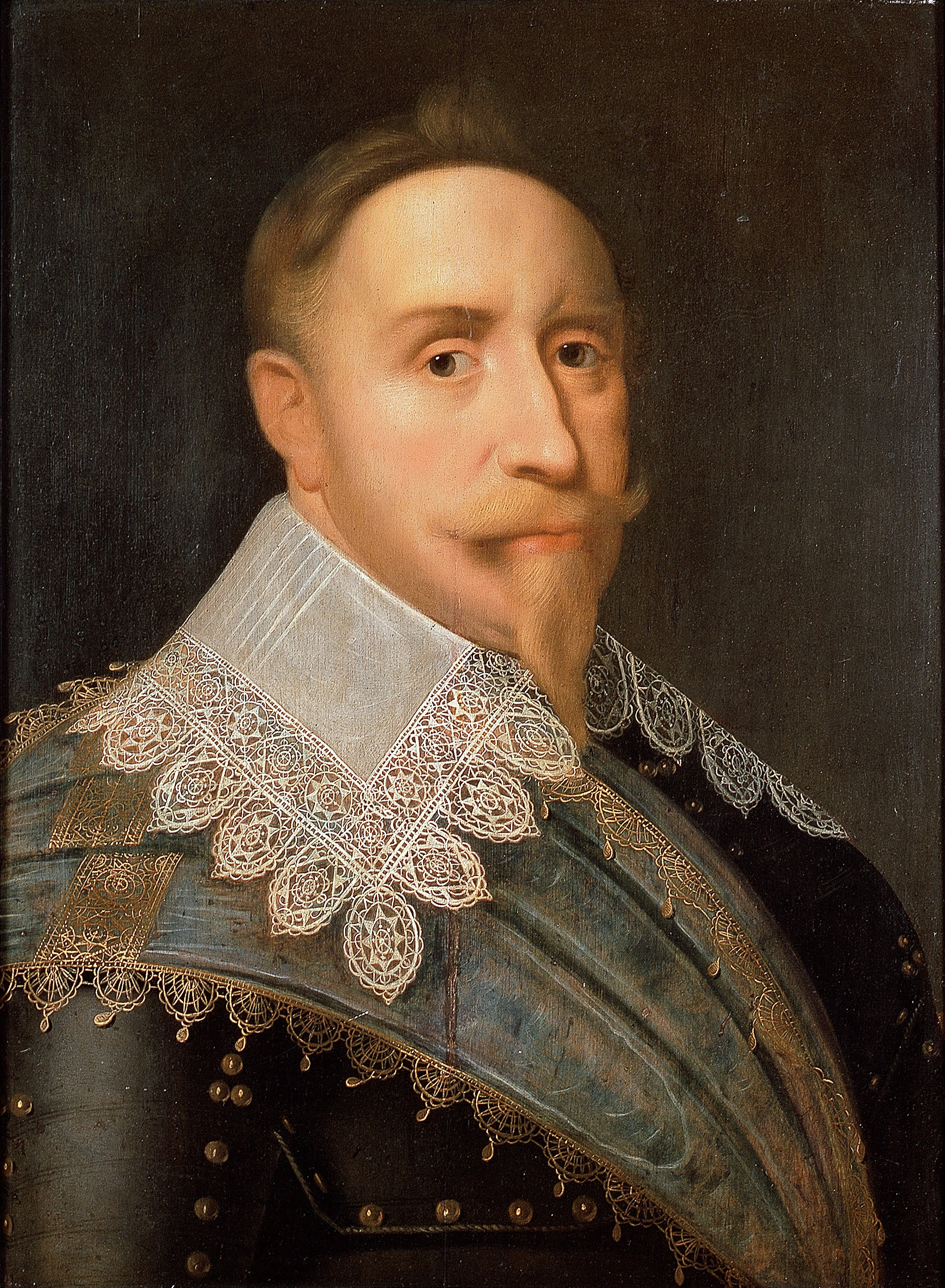
Gustavo II Adolfo Gustav II Adolf
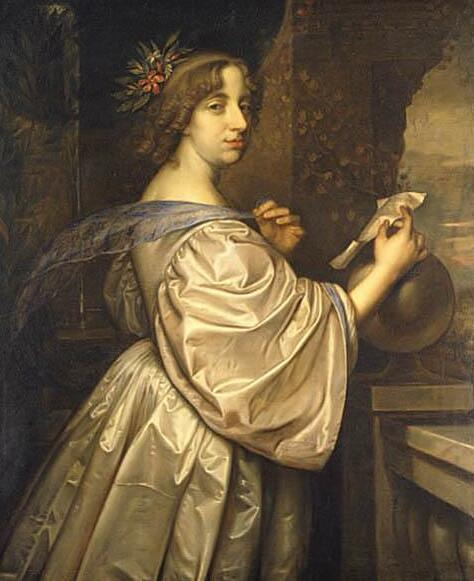
Cristina Kristina

Em 1654, Cristina, a filha de Gustavo Adolfo, o vencedor protestante da Guerra dos Trinta Anos, abdicou, converteu-se ao Catolicismo e deixou o país. O trono passou para seu primo Carlos X Gustavo da Casa de Palatinado-Zweibrücken, o ramo mais novo dos Wittelsbach.

## Reis da Polônia e Grão-Duques da Lituânia e Czar da Rússia
- Sigismundo III (1589-1632) (filho de João III), Sigismundo, Czar da Rússia (1610-1612)
- Vladislau IV (1632-1648)
- João II Casimiro (1648-1668)

João III da Suécia casou-se com Catarina Jagelão, a irmã de Sigismundo II da Polônia e quando Sigismundo morreu sem deixar herdeiro masculino, seu filho foi eleito rei da Polônia como Sigismundo III em 1587. Com a morte de João, Sigismundo também ganhou o trono sueco.
Entretanto, Sigismundo era católico, o que o fez perder seu trono na Suécia. Seu tio Carlos IX sucedeu-lhe. A partir deste ponto, há duas Casas de Vasa: a principal, do ramo dos governantes católicos na Polônia, e a secundária, do ramo dos governantes protestantes na Suécia. Esta situação levou a numerosas guerras entre os dois Estados. Depois da morte de João II Casimiro, a Casa de Vasa polonesa é lituana ficou extinta.